# Svatá Hora
Svatá Hora (hrv. Sveta gora ili Sveta planina) barokni je pravokutni kompleks samostana i poznato češko hodočastilište na vrhu brda visokog 586 metara u starom dijelu grada Příbrama. Unutar kompleksa dimenzija 80 x 72 m smješteno je nekoliko samostana, četiri kapelice u kutovima pravokutnog oblika kompleksa i izvorna gotička crkva sv. Marije, obnovljena i proširena 1648. – 1673. prema nacrtima arhitekta Carla Luraga. Na popločanu kamenu terasu na sjevernom krilu kompleksa nastavljaju se stepenice za pješake i cesta za osobna vozila, koje vode do središta grada.
Izvorno je cijeli kompleks bio rezidencija isusovaca, a danas ovdje žive i rade redemptoristi. Ovaj kompleks središte je provincije redemptorista za područje Središnje Češke. Osim što održavaju cijeli kompleks, redemptoristi vode i nekoliko župa u Příbramu i okolici.

## Odlike
Glavni ulaz u kompleks popločena je kamena terasa s Marijinim kipom u sredini iz 1661. godine. U istočnom krilu samostana nalazi se portal grada Praga (1702. – 1705.) s kipovima i prikazima svetaca, proroka i čeških kraljeva (rad kipara Jana Brokoffa). Iznad kolonade portala, u sredini, nalazi se kip Djevice Marije Svatohorské arhitekta Kiliána Ignáca Dientzenhofera iz 1732. godine. U središtu južnog krila nalazi se kameni portal s radovima kipara Ondřeja Filipa Quitainera iz 1707. godine. U uglovima cijelog kompleksa (odnosno kutovima pravokutnika) nalaze se četiri osmerokutne kapelice koje predstavljaju četiri naselja (Plzeň, Prag, Breznička i Mnišeck) ovisno o stranama svijeta na kojima se nalaze. Kapelice su ukrašene bogatim štukaturama po uzoru na talijanske umjetnike, prema planovima Carla Luraga. U jugoistočnom uglu Praške kapelice nalazi se izvorna oltarna slika Petra Brandla Navještenje iz 1697., čija se kopija čuva u Nacionalnoj galeriji u Pragu.
Kamena terasa vodi u unutrašnjost hodočasničke crkve sv. Marije, izvorno gotičke građevine iz 14. stoljeća. Obnovljena je i okružena malim četverostranim kapelicama u baroknom stilu između 1658. i 1675. Zapadna kapelica proširena je i ponovno otvorena 1751., nakon šest godina obnove pod vodstvom A. Schmidta. Kapelica s arkadama na istočnoj strani građena je od 1674. do 1676. prema nacrtima dvojice arhitekata:D. Orsija i G. D. Canevallea.
Glavni oltar crkve izgrađen je 1684. sa srebrnim ukrasima (J. Kogler), a 1775. ispred oltara postavljen je kip Djevice Marije Svatohorské, koji je pomoćni biskup Jan Rudolf Sporck 22. lipnja 1732. posvetio i okrunio. Svodovi i zidovi crkve ukrašeni su bogatim štukaturama S. Cereghettihoa iz 1665. i baroknim skulpturama. Crkva je nekoliko puta bila prebojavana, a secesijsku ogradu ispred glavnog oltara dizajnirao je R. Němec 1913. godine.
Na sjevernom ulazu u crkvu nalazi se kip Elizabete iz 1500. godine uz nekoliko manjih kipova iz 20. stoljeća.

## Vanjske poveznice
- (češ.) (njem.) (engl.) (polj.) (šp.) (fr.) (tal.) (rus.) Službene stranice

### Ostali projekti
|  | Zajednički poslužitelj ima još gradiva o temi Svatá Hora |